# America: The Rough Cut
America: The Rough Cut ist ein Jazzalbum von Allen Lowe and the Constant Sorrow Orchestra. Die größtenteils 2022 entstandenen Aufnahmen erschienen im April 2023 auf ESP-Disk.

## Hintergrund
Lowe musste sich vierzehn Krebsoperationen unterziehen, von denen eine bei ihm eine nahezu kräftezehrende Schlaflosigkeit mit zusätzlicher Neuropathie zur Folge hatte. Während dieser Zeit ging er damit um, wie es Musiker tun würden: Da er sowieso nicht schlafen konnte, konnte er genauso gut Musik machen, und seine Produktivität führte zu zwei neuen Alben: In the Dark, das sich direkt mit seiner Gesundheit befasst, und America: The Rough Cut, eine Erklärung zum Stand der Musik. Allen Lowe schreibt in den Liner Notes: „America: The Rough Cut ist nicht nur mein Statement zur amerikanischen Musik und amerikanischen Liedern, sondern auch mein Kommentar zur Art und Weise, wie amerikanische Musiker aller Stilrichtungen mit dieser alten Musik und diesen alten Liedformen umgehen … Die alten Dinge – nicht nur der Blues, sondern auch Gospelmusik und früher Blues und Hillbilly-/Minstrel-Gesang und Medicine-Show-Ironie.“
Mit einer kleinen Besetzung (hauptsächlich dem Gitarristen Ray Suhy, dem Bassisten Alex Tremblay und dem Schlagzeuger Kresten Osgood) eingespielt, ist America: The Rough Cut ein satirischer Kommentar zum Zustand der amerikanischen Musik, notierte Michael Toland. So enthält die Platte heimliche Anspielungen auf Country-Musik („Cheatin’ My Heart“), Rockmusik („Blues in Shreds“, „Metallic Taste“), Gospel („At a Baptist Meeting“ mit dem 2017 verstorbenen Roswell Rudd), Folk („Eh, Death?“), Free Jazz („Blues for Unprepared Guitarist“) und Blues. Tatsächlich ist der Blues das schlagende Herz des Albums, so Toland, sei es die Country-Blues-Variante von „Cold Was the Night, Dark Was the Ground“ (Titelstück eines Lowe-Albums von 1993), das Blues-in-Bebop-Showcase „It's the End“ oder der geradlinige Ausdruck von „Full Moon Moan“.
Die Aufnahmen entstanden am 22. März 2022 im Veranstaltungsort Firehouse 12, in New Haven, Connecticut und im September 2022. Track 13 wurde in größerer Besetzung bereits 2014 aufgenommen.

## Titelliste
- Allen Lowe and the Constant Sorrow Orchestra: America: The Rough Cut (ESP-Disk ESP5082)[1]

1. Damnation 4:13
2. Cheatin' My Heart 4:49
3. Poor Mourner's Serenade 5:50
4. Cold Was the Night, Dark Was the Ground 5:10
5. Hymn for Her 4:30
6. It's the End 4:07
7. Full Moon Moan 4:56
8. Blues in Shreds 6:04
9. Eh, Death? 4:08
10. Blues for Unprepared Guitarist 4:12
11. Old Country Rag 4:08
12. Metallic Taste 4:47
13. At a Baptist Meeting 8:37

Die Kompositionen stammen von Allen Lowe.

## Rezeption
Allen Lowes musikalische Absichten würden von sanften Stößen bis hin zu abfälligen Angriffen reichen, schrieb Michael Toland in The Big Takeover, er verfalle jedoch nie in Bitterkeit oder Gemeinheit um der Gemeinheit willen. Das bedeute nicht, dass Lowe nichts im Kopf habe, insbesondere bei „Unprepared Guitarist“, aber es gehe ihm mehr darum, uns zum Nachdenken anzuregen, als darum, Punkte zu sammeln. Da er sowohl Spieler als auch [Musik-]Historiker ist, gebe es offenbar kein Genre, in dem er sich nicht auszeichne, was America: The Rough Cut zu einem [Hör-]Vergnügen mache, egal, ob man all die Witze verstehe oder nicht.